# Рыбхоз «Шушпанский»
Рыбхо́з «Шушпа́нский» — посёлок в Староюрьевском районе Тамбовской области России. Входит в состав Староюрьевского сельсовета.

## География
Посёлок находится в северо-западной части Тамбовской области, в лесостепной зоне, в пределах Окско-Донской низменной равнины, на правом берегу реки Шушпанка, на расстоянии примерно 4 км (по прямой) к северо-северо-востоку от Староюрьево, административного центра района. Абсолютная высота — 143 м над уровнем моря.

### Климат
Климат умеренно континентальный, с холодной продолжительной зимой и тёплым летом. Среднегодовая температура воздуха — 4 — 6 °С. Средняя температура воздуха самого холодного месяца (января) — −11,5 — −10,5 °C (абсолютный минимум — −39 °C); самого тёплого месяца (июля) — 19,5 — 20,5 °C (абсолютный максимум — 40 °С). Средняя продолжительность периода с температурой выше 10 °C колеблется от 141 до 154 дней. Среднегодовое количество атмосферных осадков варьирует в пределах от 400 до 650 мм. Продолжительность залегания снежного покрова составляет в среднем 135 дней.

### Часовой пояс
Посёлок Рыбхоз «Шушпанский», как и вся Тамбовская область, находится в часовой зоне МСК (московское время). Смещение применяемого времени относительно UTC составляет +3:00.

## Население
| 2010 | 2021 |
| ---- | ---- |
| 0    | →0   |

### Национальный состав
Согласно результатам переписи 2002 года, в национальной структуре населения русские составляли 100 % из 2 чел.